# Ole Gripenberg
Ole Gripenberg, född 1 oktober 1892 i Helsingfors, död där 6 augusti 1979, var en finländsk arkitekt.

## Biografi
Gripenberg tog studenten vid Helsingfors Finska Samskola 1911 och utexaminerades som arkitekt från Tekniska högskolan 1915. Han fick sin doktorerade 1939 med en avhandling kring bostadshusens utförande och produktionskostnad. 
Gripenberg arbetade 1916-1917 i södra Ryssland i Donetsk-regionen där han ritade arbetarbostäder i Jusovkan industristad. Efter den ryska revolutionen återvände han till Finland där han tillsammans med professor Sigurd Frosterus drev arkitektkontoret Gripenberg och Frosterus. 1935 startade Gripenberg egen verksamhet under namnet Gripenberg & Co. Han ledde kontoret fram till 1957 och efterträddes av sonen Bertel Gripenberg och därefter barnbarnet Jörn Gripenberg
Gripenberg verkade som byggnadschef vid Statens tekniska forskningscentral (VTT), som VD för bostadsbolaget Sato 1936-1941 och  sociala bostäder Sato, VD 1936-1941 och vid Finansministeriet för krigsskador 1942-1943.
Han har skrivit ett flertal böcker i byggnadskonst och militärhistoria.

## Verk i urval
- Nuvarande miljöministeriet, Kaserngatan 25, Helsingfors, 1918
- Pahakoski järnvägsbro, Kumo (med Frosterus)
- Ingerois kraftverk, 1922 (med Frosterus)
- Tryckeri för Frenckellska Tryckeri Ab, Folkskolegatan, Helsingfors 1923
- Vanö gård, 1924 (med Frosterus)
- Hus för Mellersta Österbottens skyddskår, Karleby 1927 (idag stadsteater)
- Industribyggnad för Oxygenol Oy, Kalevagatan 30 Helsingfors, 1928
- Griptenbergkvarteret i Bortre Tölö, Helsingfors
- Stockmanns varuhus, Helsingfors, 1930
- Villa Arabesji, Tavastvägen 159, Helsingfors, 1933
- Föreningsbanken i Finland, huvudkontor, Alexandersgatan 30-34 Helsingfors, 1936
- Malmgatan 22, Helsingfors, 1936
- Fabiansgatan 16 - Alexandersgatan 36a Helsingfors, 1937
- Albertsgatan 30cd - Bulevarden 32, Helsingfors, 1937
- Georgsgatan 4 - Stora Robertsgatan 2, Helsingfors, 1938
- Föreningsbanken i Finland, Hyvinge, 1938
- Bostadshus för Asunto-Emissio Oy, Gyldénsvägen 4, Drumsö, Helsingfors, 1939
- Byggnad för Volvo-Auto, Vallgård Helsingfors, 1939
- Rödbergsgatan 5, Helsingfors, 1939
- Bostadshus, Tavastvägen 156, 158 och 160, Helsingfors, 1946–1948
- Unionsgatan 19, Helsingfors, 1952
- Södra kajen 18, Helsingfors, 1952
- Lappviksgatan 8 - Barnhemsgränd 3, Helsingfors, 1955

## Bilder

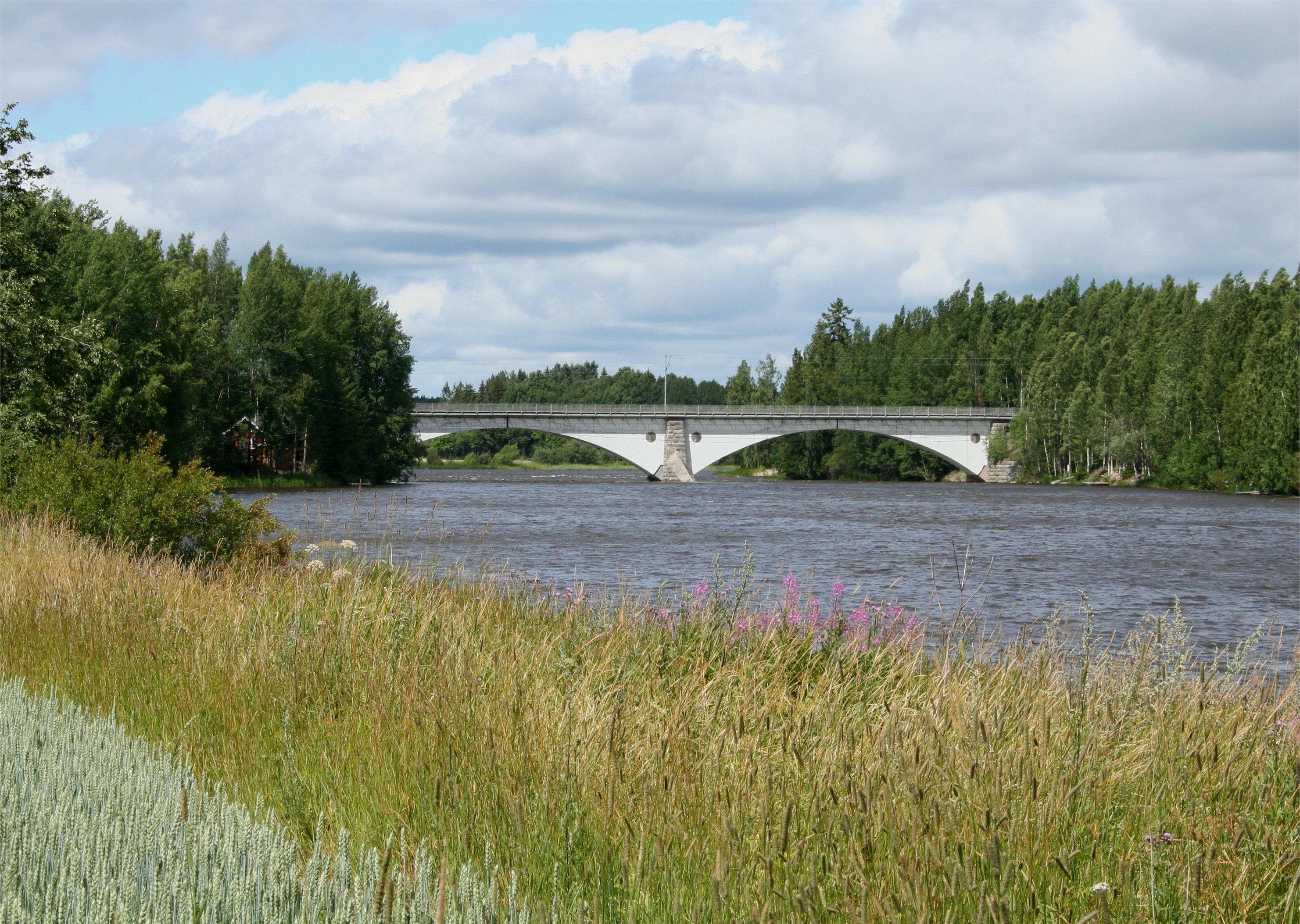
Pahakoski järnvägsbro
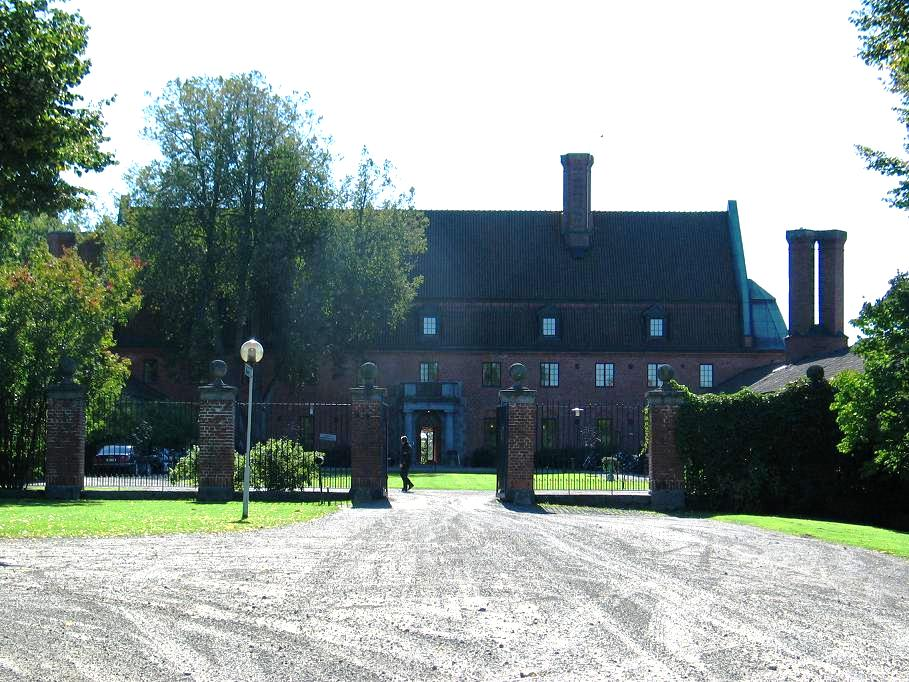
Vanö gård
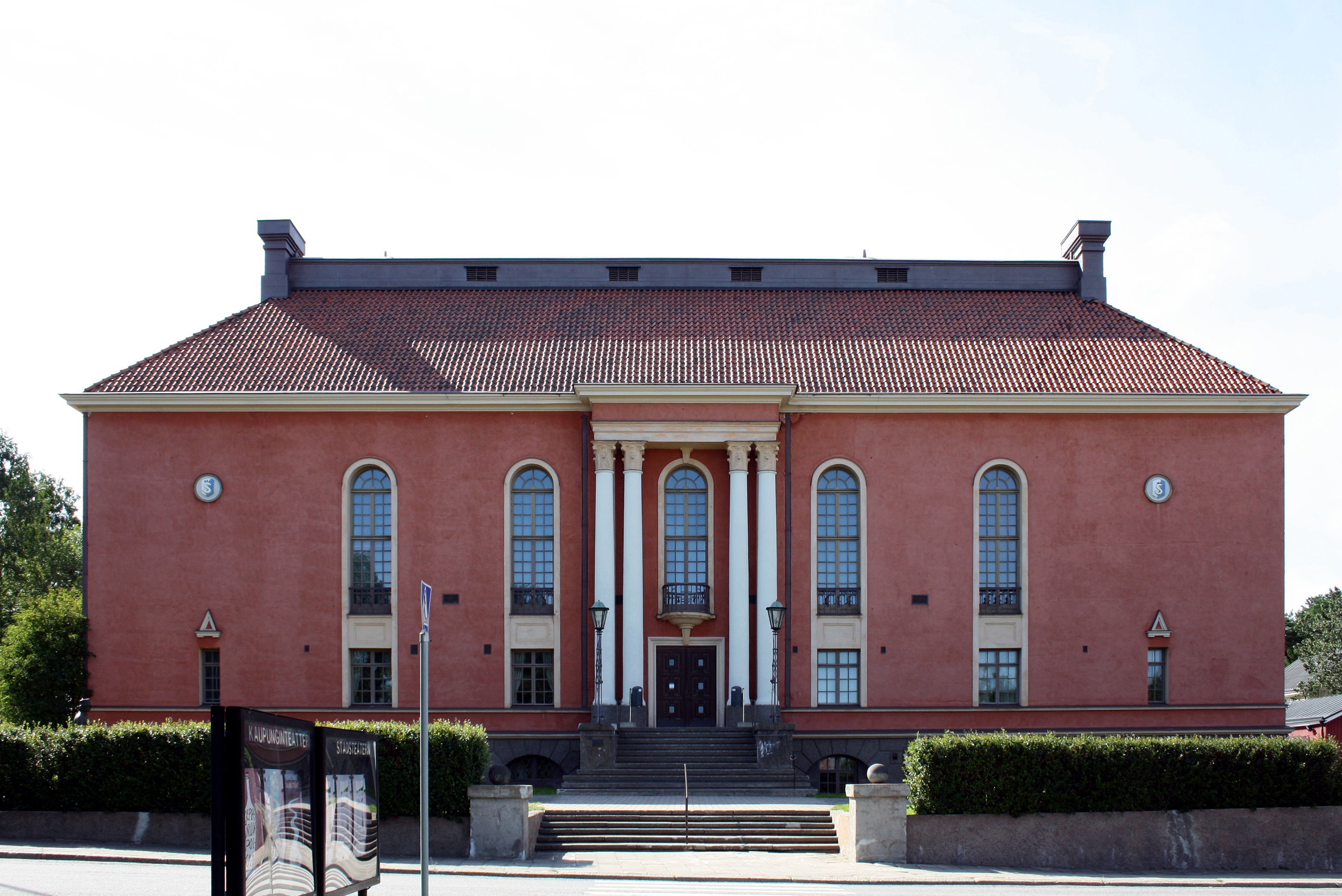
Skyddskårens hus i Karleby
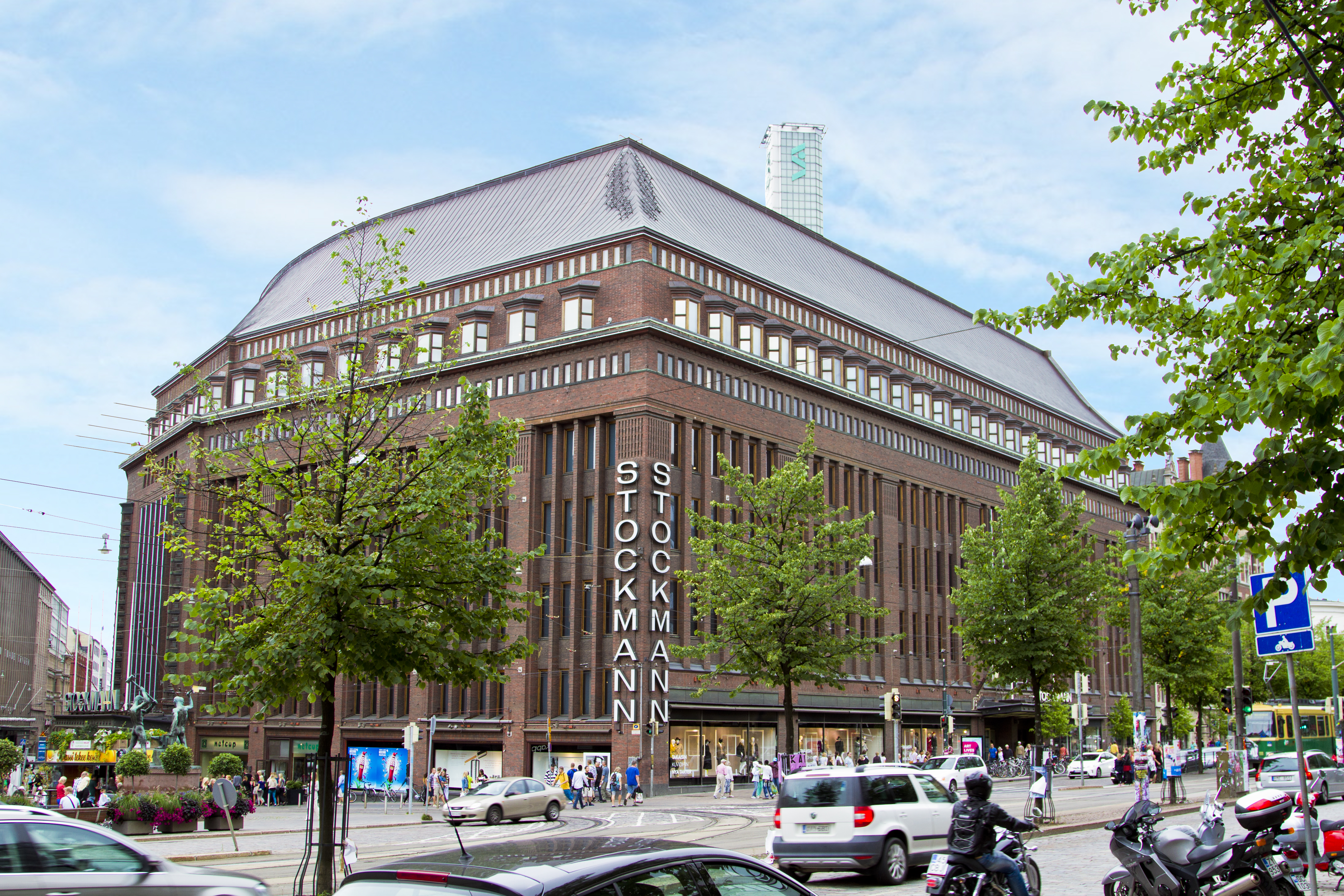
Stockmans varuhus
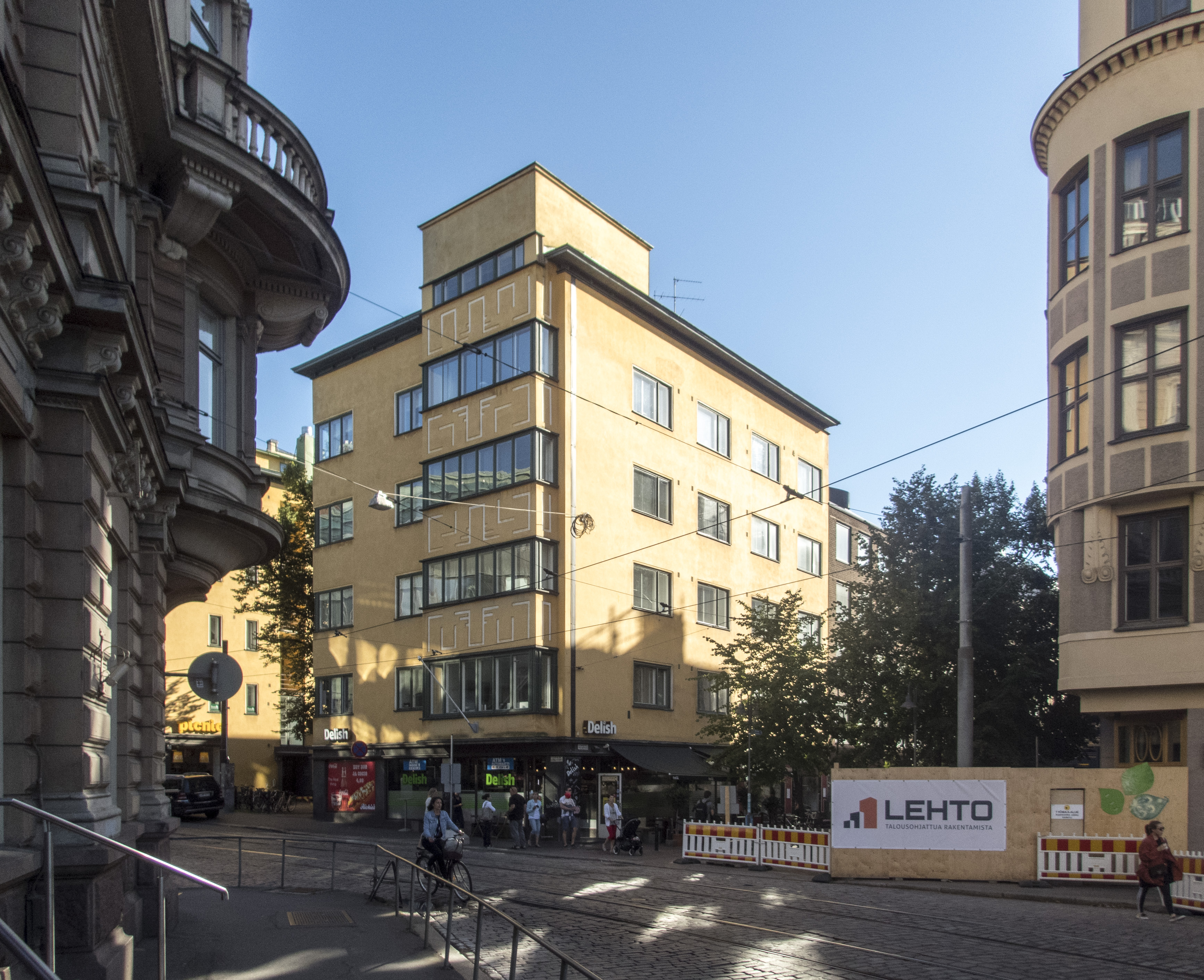
Tavastvägen 4